# Automobili Pininfarina

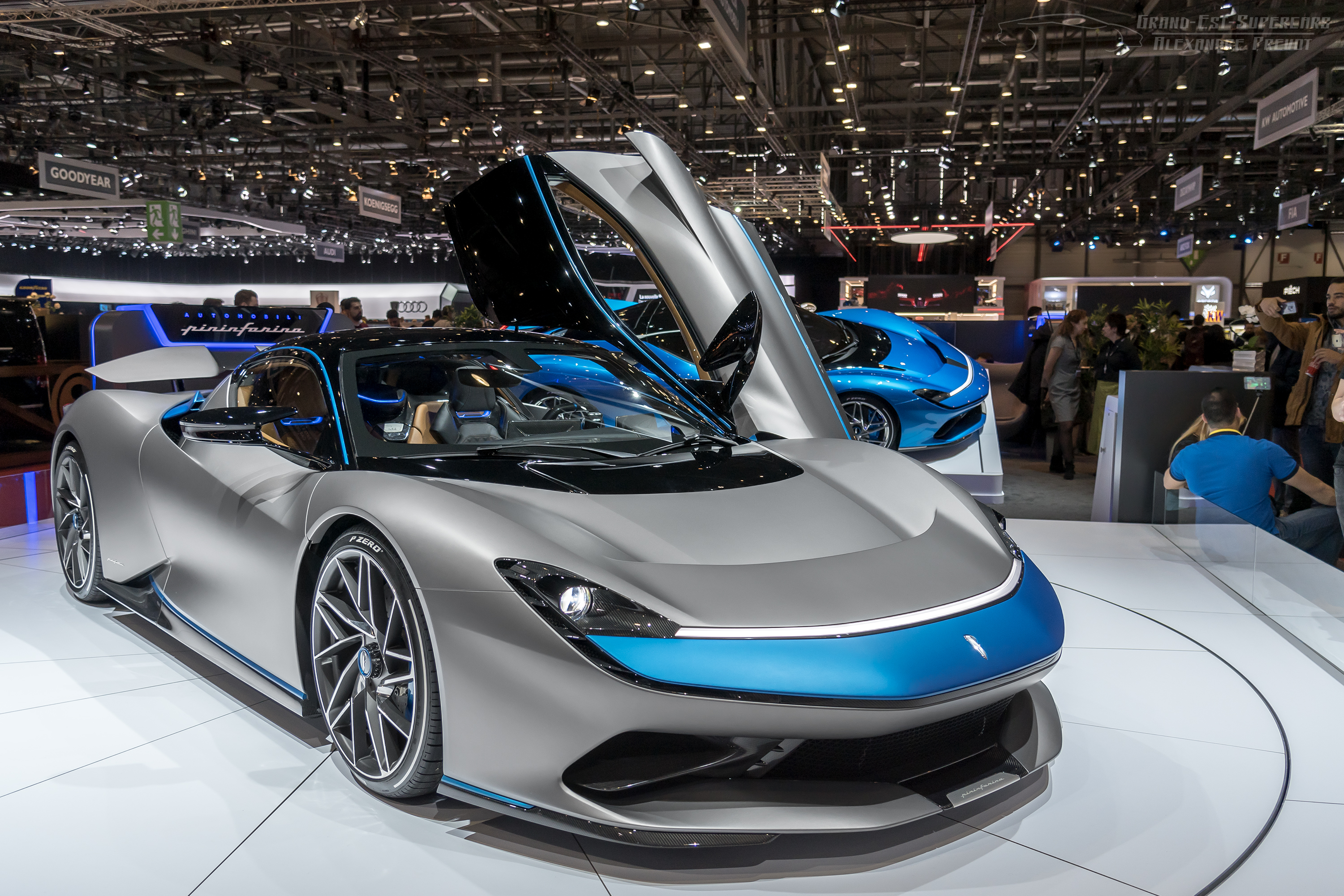
stoisko firmy, Geneva Motor Show 2019

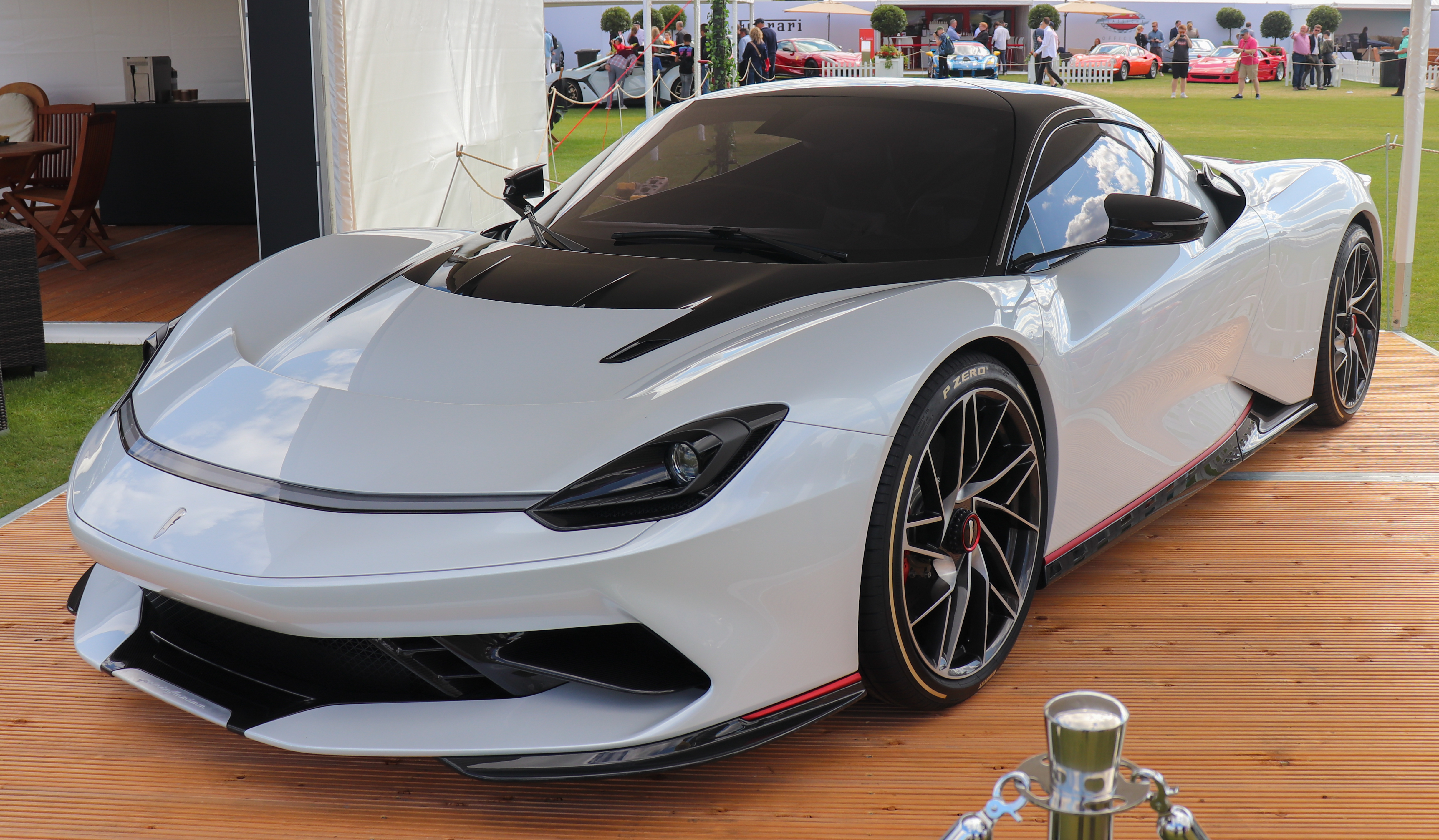
Pininfarina Battista, Concours d'Elegance Classic Car Motor Show 2019

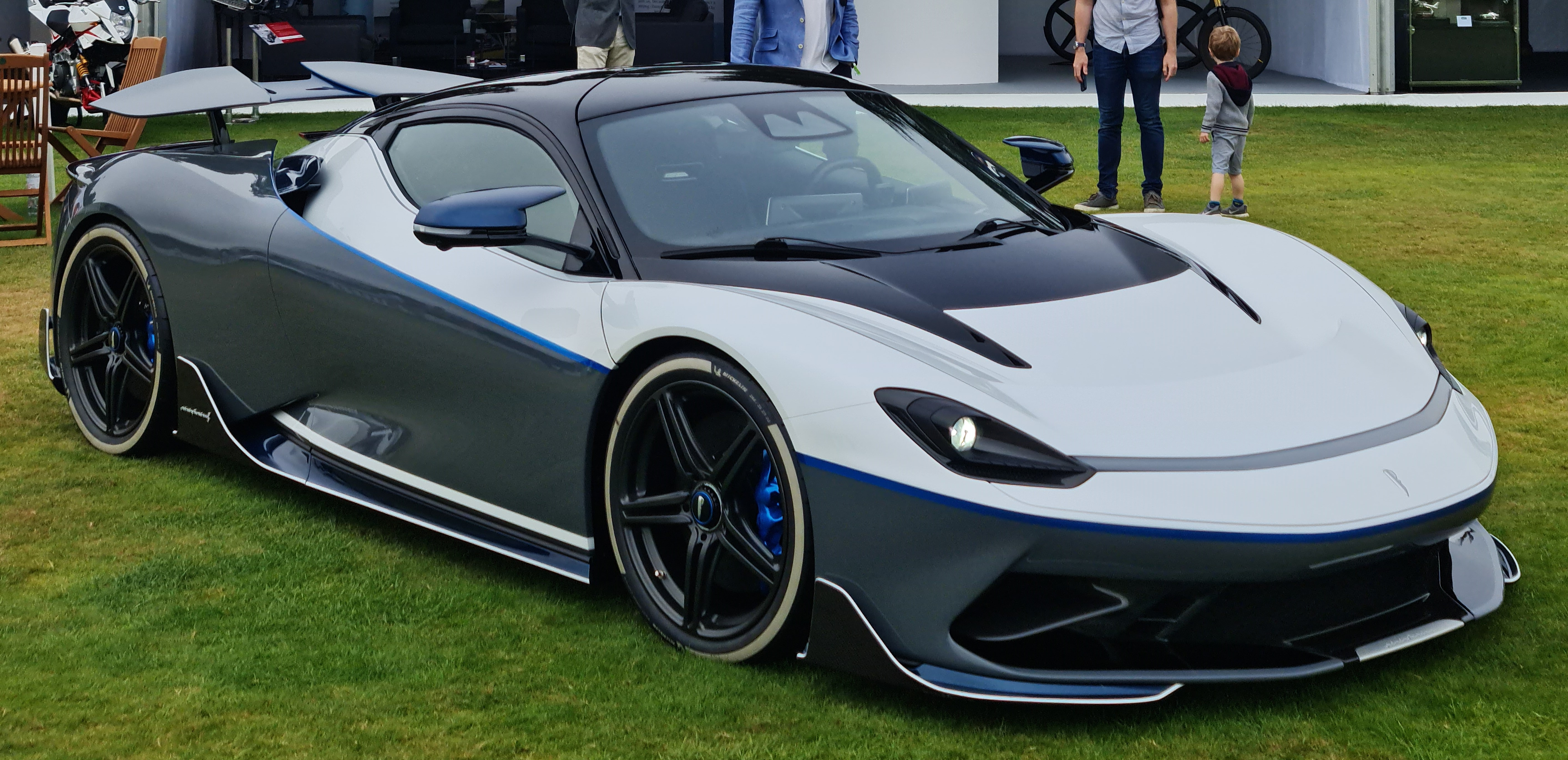
Pininfarina Battista Anniversario

Automobili Pininfarina GmbH – niemiecki producent elektrycznych hipersamochodów z siedzibą w Monachium działający od 2018 roku. Należy do indyjskiego koncernu Mahindra & Mahindra.

## Historia

### Początki
Po tym, jak indyjski koncern motoryzacyjny Mahindra & Mahindra w grudniu 2015 roku kupił za kwotę 28 milionów dolarów słynne włoskie studio projektowe Pininfarina SpA, stał się on jednocześnie wyłącznym właścicielem praw do nazwy Pininfarina. W lutym 2018 roku indyjski magazyn motoryzacyjny Autocar India przedstawił jako pierwszy informacje o nowym projekcie elektrycznego hipersamochodu, któremu przewodzić miał były szef indyjskiego oddziału Audi, Michael Perschke.
W kwietniu 2018 roku Mahindra & Mahindra oficjalnie ogłosiła utworzenie nowej filii Automobili Pininfarina, zgodnie z wcześniejszymi doniesieniami ogłaszając skoncentrowanie się na produkcji samodzielnej konstrukcji elektrycznych hipersamochodów. Niezależnie od bratniej Pininfariny z Włoch, firma ogłosiła plany stosowania nazwy Pininfarina jako marka swoich przyszłych pojazdów. Przy aktywnym udziale włoskich stylistów i inżynierów, w przeciwieństwie do protoplasty Automobili Pininfarina jest firmą niemiecką z siedzibą w Monachium.
Za priorytet nowe przedsiębiorstwo obrało skonstruowanie elektrycznego hipersamochodu, realizując przez to marzenie przedstawicieli Pininfariny o samochodzie zbudowanym pod własną marką. W drugiej połowie 2018 roku firma przeszła do rozbudowy kadry inżynierów i stylistów, nawiązując także współpracę z niemieckim kierowcą wyścigowym Nickiem Heidfeldem, który objął funkcję kierowcy testowego i ambasadora marki Pininfarina. Nawiązano także współpracę z chorwackim producentem elektrycznych hipersamochodów Rimac, podpisując umowę o pozyskanie układu napędowego i innych podzespołów technicznych do przyszłego hipersamochodu Pininfariny.

### Battista
Podczas salonu samochodowego Geneva Motor Show w marcu 2019 roku Automobili Pininfarina przedstawiła swój pierwszy pojazd, zgodnie z wcześniejszymi zapowiedziami, w postaci w pełni elektrycznego hipersamochodu. Otrzymał on nazwę Pininfarina Battista, oddając przez to hołd założycielowi Pininfariny, Battiście Pininfarinie. Po opóźnieniach wywołanych m.in. pandemią COVID-19, pierwsze dostawy pojazdu do egzemplarzy rozpoczęły się w drugiej połowie 2021 roku, z łączną wielkością produkcji ograniczoną do 150 egzemplarzy.

### Rozwój oferty
Jeszcze przed debiutem Battisty, Automobili Pininfarina zapowiedziało plany rozbudowy oferty o kolejne konstrukcje w trzeciej dekadzie XXI wieku. Drugim modelem firmy miał zostać duży, sportowy SUV o roboczej nazwie Pininfarina PF1. Do jego zbudowania niemieckie przedsiębiorstwo nawiązało współpracę z innym startupem specjalizującym się w elektrycznych samochodach, amerykańskim Rivianem. SUV Pininfariny ma dzielić układ napędowy i platformę z modelem Rivian R1S. Ostatecznie jednak to dwumiejscowy roadster B95 oparty na Battiście przedstawiony w sierpniu 2023 został drugim produktem firmy, z pierwszymi dostawami zaplanowanymi na 2025 rok.

## Modele samochodów

### Obecnie produkowane
- Battista

### Planowane
- B95

### Studyjne
- Pininfarina Pura Vision (2023)